# Aspilota konishii
Aspilota konishii är en stekelart som beskrevs av Sergey A. Belokobylskij 2007. Aspilota konishii ingår i släktet Aspilota och familjen bracksteklar. Inga underarter finns listade.